# Reakcja disulfiramowa
Reakcja disulfiramowa (ang. disulphiram-like reaction) – zatrucie aldehydem octowym, ostra nietolerancja alkoholu.
Jest to reakcja organizmu po spożyciu nawet minimalnej ilości alkoholu, która zachodzi z disulfiramem lub jako interakcja z innymi lekami np. furazolidonem (chemioterapeutyk). Zaburzenie metabolizmu alkoholu w organizmie powstaje przez zahamowanie działania enzymu – dehydrogenazy aldehydowej, która normalnie utlenia aldehyd octowy (trujący związek) do mniej szkodliwego kwasu octowego.
Kumulowanie się aldehydu octowego w organizmie może powodować:
- rozszerzenie naczyń (zaczerwienienie twarzy)
- spadek ciśnienia tętniczego
- przyspieszone bicie serca
- nadmierną potliwość
- zaburzenia oddychania, duszność
- nudności, wymioty
- lęk

Objawy te mogą trwać nawet kilka godzin.
Przykłady leków wywołujących reakcję disulfiramową:
- nitroimidazole, np. metronidazol
- pochodne sulfonylomocznika, np. tolbutamid
- cefalosporyny posiadające fragment metylo-tetrazolowy, np. cefoperazon, cefotetan
- gryzeofulwina[1]
- ketokonazol[1]
- chloramfenikol
- izoniazyd[1]

## Przemiana alkoholu w organizmie
C2H5OH (etanol) → CH3CHO (aldehyd octowy) → CH3COOH (kwas octowy)